# Овсянников, Владимир Фёдорович
Владимир Фёдорович Овсянников (11 [23] июня 1876, Звериноголовское, Оренбургская губерния — 1 мая 1943, Новосибирск) — российский дендролог, член-корреспондент Санкт-Петербургской академии наук, профессор. Надворный советник (1916).

## Биография
Владимир Овсянников родился в крестьянской семье 11 (23) июня 1876 года в станице Звериноголовской Звериноголовского станичного юрта Челябинского уезда Оренбургской губернии, станичный юрт относился к Войсковой территории Челябинского уезда (3-й военный отдел Оренбургского казачьего войска), ныне село — административный центр Звериноголовского муниципального округа Курганской области.
В 1891 году окончил Куртамышское двухклассное сельское училище. В 1892 году — рабочий на станции Мишкино при строительстве Сибирской железной дороги. С 1893 года работал на суконной фабрике братьев Злоказовых в Екатеринбурге, по вечерам давал частные уроки. Скопленные деньги позволили ему продолжить образование.
В 1898 году окончил Кунгурское техническое училище Губкина, мастер по машиностроительному делу.
С 1898 года служащий Крестьянского поземельного банка в Санкт-Петербурге.
В 1902 году отбывал воинскую повинность в Финляндском полку.
В 1903 году окончил Санкт-Петербургский Императорский лесной институт, ученый лесовод 1-го разряда.
С 1903 года лесничий Талицкого лесничества Камышловского уезда Пермской губернии, титулярный советник. С 1903 года преподаватель Талицкой низшей лесной школы. Член Талицкого общества борьбы с чахоткой.
В 1907 году приказом по корпусу лесничих назначен лесничим Верроского лесничества Лифляндской губернии.
В 1908 году в связи со смертью С. Г. Вронского возвращен в Талицу заведующим Талицкой низшей лесной школой. Провёл многолетние метеорологические наблюдения в Талицком лесничестве, оформив их результаты в виде отдельного издания. Он впервые на Урале составил и опубликовал в 1913 году таблицы роста сосновых насаждений. Предложил оригинальный способ сбора и заготовки сосновых шишек. Способ заключался в сборе шишек в марте по насту с вытаявших из-под снега крон деревьев, срубленных в течение зимы. Высокая производительность сушильного хозяйства предопределяла заготовку шишек в больших объёмах.
Награждён малой золотой медалью на Омской сельскохозяйственной выставке, коллежский асессор (1911 год).
Участник XII Всероссийского съезда лесовладельцев и лесохозяев. За труды по изучению климата России и исследования метеорологического характера избран членом-корреспондентом Санкт-Петербургской академии наук по Главной физической обсерватории (1912 год).
Надворный советник (1916 год). Один из организаторов и лектор общества «Народный университет» в Екатеринбурге, доцент по кафедре лесоводства и дендрологии Уральского горного института, товарищ председателя чрезвычайного съезда духовенства и мирян Екатеринбургской епархии, делегат Пермского губернского съезда лесоводов (1917 год).
Член Поместного Собора Православной Российской Церкви по избранию как мирянин от Екатеринбургской епархии, участвовал в заседаниях до 28 августа 1917 года, член V отдела.
В 1919 году с армией А. В. Колчака эвакуировался во Владивосток. Заведующий кафедрой ботаники Дальневосточного педагогического института.
С 1920 года профессор Владивостокского политехнического института, директор женской гимназии.
В 1922 году городской глава Иннокентий Иванович Еремеев выдвинул его кандидатуру в управляющие народным образованием белогвардейского Временного Приамурского правительства Спиридона Меркулова. И хотя Овсянников не давал на то согласия, он официально числился на этой должности три месяца.
С 1922 года профессор по кафедре дендрологии и лесоводства Забайкальского университета (Чита).
С 1923 года профессор по кафедре дендрологии и ботаники агрономического факультета Государственного Дальневосточного университета, командирован в Японию и Китай.
В 1926 году участник Первой конференции по изучению производительных сил Дальнего Востока.
С 1928 года кандидат в члены Совета Владивостокского отделения Государственного Русского географического общества.
С 1930 года профессор Дальневосточного лесотехнического института.
В 1931 году переехал в Москву, работал профессором института коммунального хозяйства и одновременно председателем научно-технического совета. С 1933 года заведующий древесным питомником Государственного треста зелёного строительства.
В апреле 1934 года арестован как «активный участник контрреволюционной, шпионско-повстанческой и вредительской организации», руководителем которой, по версии чекистов, был умерший в 1930 году Владимир Клавдиевич Арсеньев. Организация ставила своей конечной целью свержение Советской власти в крае путем вооруженного восстания и японской интервенции. Овсянникова так же обвинили в том, что он будто бы выдвигался в члены Учредительного собрания, состоял кандидатом следственной комиссии у А. В. Колчака и в монархическом «Русском Обновленном Обществе». Овсянников не признал ни своей вины ни вины В. Арсеньева, в марте 1935 года освобождён после прекращения дела за недоказанностью обвинения.
С 1935 года сотрудник Дальневосточной краевой лесной опытной станции.
С 1936 года старший научный сотрудник Академии коммунального хозяйства при Совете народных комиссаров РСФСР.
С 1937 года профессор и заведующий кафедрой общей ботаники Марийского педагогического института.
С 1938 года заведующий кафедрой ботаники Рязанского педагогического института.
Арестован 17 июля 1941 года заключён в Рязанскую областную тюрьму, не признавал обвинения в антисоветской агитации по ст. 58-10-1. Из Рязани его перевели в тюрьму № 1 города Новосибирска.
Владимир Фёдорович Овсянников скончался 1 мая 1943 года от инфаркта миокарда в больнице тюрьмы № 1 города Новосибирска Новосибирской области.
В апреле 1966 года младший из его сыновей Игорь добился реабилитации отца: «Во изменение постановления от 21 мая 1943 года уголовное дело дальнейшим производством прекратить за отсутствием в действиях Овсянникова состава преступления».

## Награды
- Малая золотая медаль, Омская сельскохозяйственная выставка, 1911 год

## Сочинения
- Лесное хозяйство в Шкафтенской даче и изменения в его организации за два лесоустроительных периода // ЦГИА СПб. Ф. 994. Оп. 4. Д. 1976. Л. 73-74.
- Письмо к Н. И. Вавилову // ЦГА научно-технической документации СПб. Ф. 318. Оп. 1. Д. 160. Л. 20-21.
- Чертежные инструменты и уход за ними. СПб., 1907.
- Геометрическое черчение. СПб., 1909.
- Об организации заготовки семян хвойных пород в казенных лесничествах. СПб., 1912.
- Координаты. СПб., 1914 (совм. с. Н. Зубриловым).
- Краткий очерк метеорологических условий лесной и сельскохозяйственной жизни Камышловского уезда, Пермской губернии. Камышлов, 1914.
- Лесные семяносушильни (шишкосушильни). Камышлов, 1915.
- Влияние метеорологических условий на произрастание древесных и кустарных пород в Пермской губернии. Пг., 1915.
- Вопросник по лесному законоведению и делопроизводству в канцелярии лесничего. Камышлов, 1916.
- [Статья] // Лесной журнал. 1916. Октябрь.
- Доклад и выступления // Пермский губернский съезд лесоводов. Пермь, 1917. С. 7, 9, 11-15, 18, 28.
- Основы учения о жизни. Владивосток, 1921.
- Лекции по дендрологии. Владивосток, 1924.
- Детальная разбивка дорожных закруглений. М., 1925.
- Лесоэкономическая география. Владивосток, 1925.
- Гибель лесов у истоков Матая // Советское Приморье. 1925. № 3.
- Очерк наблюдений японских лесных метеорологических станций. Владивосток, 1926.
- Леса Японии. Владивосток, 1926.
- Наши ореховые сосны (кедровые сосны) // Записки Владивостокского отд. гос. Русского географического общества (Общества изучения Амурского края). 1929. Т. 3. Вып. 2.
- Наблюдения над температурой почвы в районе г. Владивостока // Записки Владивостокского отд. гос. Русского географического общества (Общества изучения Амурского края). 1929. Т. 21.
- Поездка в долину реки Анадырь летом 1929 года // Записки Владивостокского отд. гос. Русского географического общества (Общества изучения Амурского края). 1930. Т. 5 (22).
- Лиственные породы. Хабаровск, 1931 (3-е изд.).
- Хвойные породы. М., 1934 (2-е изд.).

## Семья
- Отец, Федор Семёнович Овсянников, был родом из крепостных крестьян деревни Русановой Егорьевского уезда Рязанской губернии, был отпущен помещиком на откуп и выехал в Оренбургскую губернию, где и жил с семьей, занимаясь сельским хозяйством и мелкими подрядами.
- Жена, Лидия Николаевна (урожд. Мамонтова), обвенчались в 1900 году, в браке родилось четверо детей.